# Ідку – Ель-Гаміль
Ідку – Ель-Гаміль – створений на півночі Єгипту газотранспортний коридор, який забезпечує видачу продукції кількох газопереробних заводів та живлення ряду важливих споживачів.
В 2003 році дещо на схід від Александрії в районі Ідку почав роботу газопереробний завод Буруллус, при цьому в найближчі роки очікувалось зростання його потужності утричі. Частину ресурсу вирішили використати для живлення заводу зі зрідження газу SEGAS LNG, який почав роботу в 2004-му у Дум’яті. Як наслідок, не пізніше 2003-го стартувало будівництво газопроводу між Ідку і Дум’ятом завдовжки 165 км із діаметром 800 мм.
Воодночас, проект SEGAS LNG спирався й на інше джерело ресурсу – розташовані дещо західніше від Порт-Саїду газопереробні заводи Ель-Гаміль та Вест-Гарбор (введені в дію у дещо раніше за ГПЗ Буруллус, у 1996 та 2000), продукцію яких подали до Дум’яту по трубопроводу завдовжки 50 км з діаметром 600 мм. З 2005-го газ, який пройшов перший етап підготовки на ГПЗ Ель-Гаміль та ГПЗ Вест-Гарбор, спершу подається до зведеного неподалік на тій же косі комплексу United Gas Derivatives Company, після чого вже відправляється у газотранспортну мережу.
Окрім заводу ЗПГ, великими споживачами ресурсу в Дум’яті виступають завод азотних добрив MOPCO (з 2008-го), завод метанолу Methanex Egypt (з 2011-го), ТЕС Дум'ят (споруджена ще в 20 столітті, але суттєво підсилена в 2011-му) та ТЕС Дум'ят-Захід (введена у 2012 – 2016 роках). Крім того, виникла можливість реверсування газопроводу Абу-Маді – Дум’ят.
У 2017-му від ділянки Ідку – Дум’ят почала отримувати блакитне паливо гігантська ТЕС Буруллус. При цьому того ж року в район Порт-Саїду на новий газопереробний завод почала надходити продукція із офшорного родовища Зогр, яке в наступне кілька років перетворилось на найбільшого продуцента газу, що забезпечує біля 40% видобутку в країні. Враховуючи нові обставини, проклали другу нитку Ель-Гаміль – Дум’ят завдовжки 50 км з діаметром 1050 мм (включає перехід під Нілом завдовжки 1 км, виконаний методом спрямованого горизонтального буріння), а ділянку Ідку – Дум’ят реверсували (з огляду на останнє можливо відзначити, що в Ідку працює ще один завод зі зрідження, а також наявне сполучення з газопроводами Ідку – Меадія та Ідку – Абу-Хомос).